# Fest-Marsch (1893)
Fest-Marsch (Marche de fête II) est une marche de Johann Strauss II (op. 452). L'œuvre est créée le 4 juin 1893 au Prater de Vienne.

## Histoire
Le nom de la marche est donné à deux reprises dans le catalogue des œuvres de Johann Strauss (voir aussi opus 49).
Cette marche est composée à l'occasion du mariage entre le prince de l'époque et plus tard roi de Bulgarie Ferdinand Ier (1861-1948) et la princesse Marie Louise de Bourbon-Parme (1870-1899). Ferdinand, issu de la dynastie Saxe-Cobourg et Gotha, est un ami personnel de Johann Strauss et l'aide également à organiser son mariage avec Adèle Deutsch-Strauss. A l'occasion du mariage de Ferdinand, Strauss lui dédie la Fest-Marsch, op. 452, et la valse Hochzeitsreigen (op. 453) à son épouse. 
La première de la marche est jouée par des fanfares militaires au Prater de Vienne. Le maître de chapelle J. N. Kral (1839-1896) créée un arrangement pour cuivres. La première avec l'orchestre Strauss a lieu le 12 novembre 1893 dans la salle de concert de la Musikverein sous la direction du compositeur.

## Durée
Sa durée approximative est de 3 minutes et 40 secondes. Elle peut varier selon l'interprétation musicale du chef d'orchestre.

## Interprétations notables
La pièce est notamment jouée lors du concert du nouvel an 1996 à Vienne, sous la direction de Lorin Maazel. 